# Matthäus Küsel

Ruhmesblatt auf den ungarischen Palatin Franz Wesselenyi, 1663, HGM

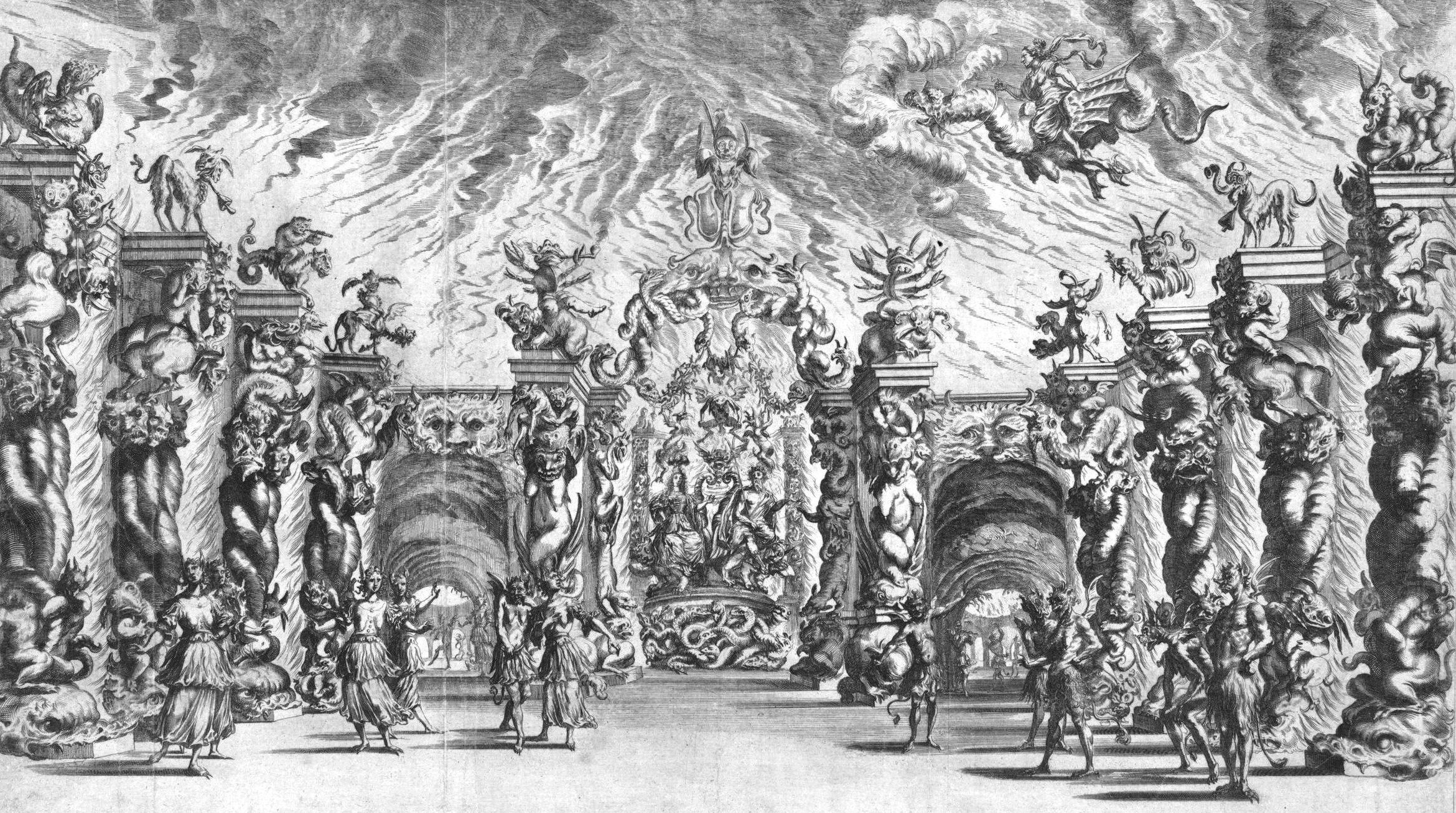
Bühnenbild aus Il pomo d’oro, 1667

Matthäus Küsel (* 12. Februar 1629 in Augsburg; † 1681 ebenda) war ein deutscher Kupferstecher aus der Augsburger Kupferstecher- und Goldschmiedefamilie Küsel.

## Leben und Werk
Matthäus Küsel wurde als Sohn des Uhrmachers und Goldschmieds Matthias Küsel († 1664) geboren. Studienreisen führten ihn u. a. 1656 nach Venedig. 1658 heiratete er eine Tochter des Malers Bernhard Zech. In weiterer Folge wurde Küsel vom bayrischen und kaiserlichen Hof beschäftigt, dementsprechend hielt er sich oft in München und Wien auf. Schließlich wurde er zum Hofkupferstecher ernannt und signierte seine Werke von da an oftmals mit „S.[acre] C.[aesareae] M.[aiestatis] sculptor“. Zahlreiche Porträts der kaiserlichen Familie von der Hand des Matthäus Küsel sind heute in der Österreichischen Nationalbibliothek erhalten.
Sein umfangreiches Gesamtwerk umfasst neben Porträts, Flugblättern, Kalendern, Buchillustrationen und Thesen nach eigenen und fremden Vorlagen auch bemerkenswerte Bühnenarchitekturen nach Lodovico Burnacini (1636–1707), wie etwa 40 Darstellungen aus der Oper „Il pomo d’oro“ von Antonio Cesti. Ebenso fertigte er zahlreiche Heiligendarstellungen an, wovon sich ein größerer Bestand in der graphischen Sammlung des Stift Göttweig befindet.

## Werke
- Ruhmesblatt auf den ungarischen Palatin Franz Wesselényi. 1663, Kupferstich, ca. 80 × 60 cm, Heeresgeschichtliches Museum, Wien
- Bühnenbilder zu Il pomo d’oro, Szene 3 bis 5, 1667, National Gallery of Canada, Ottawa[4]